# Registro instrumental de temperaturas

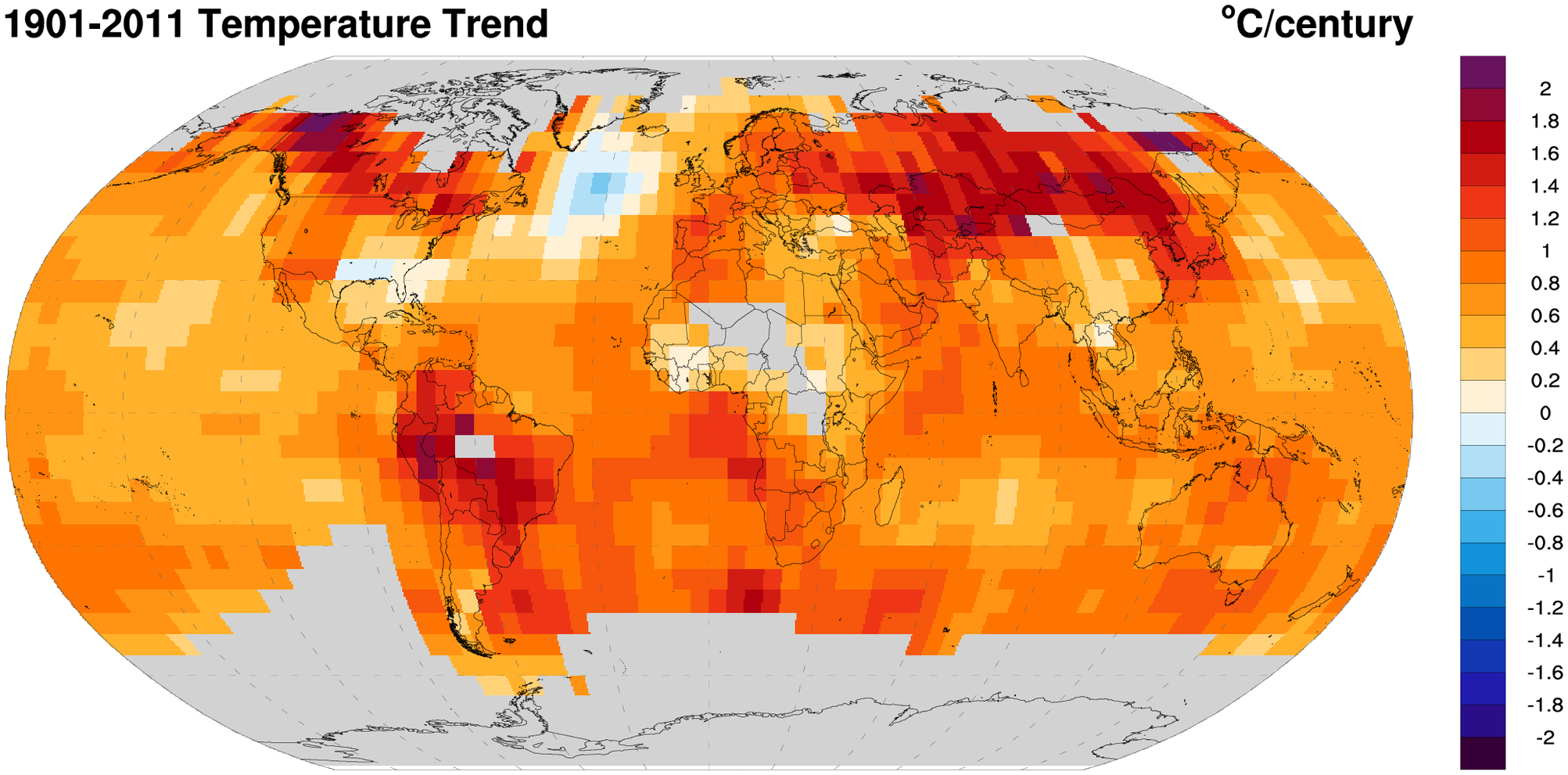
Tendência da temperatura global entre 1901 e 2011.

O registro instrumental de temperaturas fornece dados sobre o sistema climático da Terra a partir da rede histórica de medições in situ das temperaturas do ar e da superfície do oceano. Os dados são coletados em milhares de estações meteorológicas, boias e navios em todo o mundo. O mais antigo registro mundial começou em 1850. Nas últimas décadas, instrumentos de amostragem mais extensa da temperatura do oceano em diversas profundidades começaram a permitir estimativas de calor oceânico, mas estes não fazem parte dos conjuntos de dados de temperatura de superfície global.

## Períodos mais quentes

### Anos mais quentes
Em janeiro de 2017, várias agências científicas em todo o mundo, incluindo a NASA e a NOAA nos Estados Unidos e o Met Office no Reino Unido, nomearam 2016 o ano mais já quente registrado. Isto marcou o terceiro ano consecutivo que alcança uma nova temperatura máxima de registro, sendo a primeira vez desde que a tendência atual de aquecimento começou nos anos 1970 que três anos batem recordes seguidos. O registro de 2016 significou que 16 dos 17 anos mais quentes ocorreram desde 2000.
Embora os anos de recorde possam atrair um interesse público considerável, os anos individuais são menos significativos do que a tendência geral. Alguns climatologistas criticaram a atenção que a imprensa popular dá às estatísticas do "ano mais quente"; por exemplo, Gavin Schmidt afirmou que "as tendências a longo prazo ou a sequência esperada de registros são muito mais importantes do que qualquer registro anual".
Com base no conjunto de dados da NOAA, a tabela a seguir lista a classificação e a anomalia de temperatura anuais da terra e do oceano combinadas para cada um dos 12 anos mais quentes registrados.
| Posição  | Ano  | Anomalia °C | Anomalia °F |
| -------- | ---- | ----------- | ----------- |
| 1        | 2016 | 0,94        | 1,69        |
| 2        | 2015 | 0,90        | 1,62        |
| 3        | 2014 | 0,74        | 1,33        |
| 4        | 2010 | 0,70        | 1,26        |
| 5        | 2013 | 0,66        | 1,19        |
| 6        | 2005 | 0,65        | 1,17        |
| 7        | 2009 | 0,64        | 1,15        |
| 8        | 1998 | 0,63        | 1,13        |
| 9        | 2012 | 0,62        | 1,12        |
| 10 (tie) | 2003 | 0,61        | 1,10        |
| 10 (tie) | 2006 | 0,61        | 1,10        |
| 10 (tie) | 2007 | 0,61        | 1,10        |

### Décadas mais quentes
Vários ciclos influenciam as temperaturas médias globais anuais. O ciclo tropical El Niño-La Niña e a Oscilação Decadal do Pacífico são os mais conhecidos destes ciclos. Um exame das mudanças médias da temperatura global por décadas revela a continuação da mudança climática sendo que "cada uma das últimas três décadas tem sido sucessivamente mais quente na superfície da Terra do que qualquer década anterior desde 1850. No Hemisfério Norte, 1983-2012 foi provavelmente o período de 30 anos mais quente dos últimos 1400 anos".